# Нгујен Тран Хунг
Тран Хунг Нгујен (виј. Nguyễn Trần Hưng; 20. јануар 2003) вијетнамски је пливач чија специјалност су трке мешовитим стилом на 400 метара.
Дебитовао је на међународној сцени са непуних 16 година, на светском првенству у малим базенима 2018. у кинеском Хангџоу где је у трци на 400 метара мешовитим стилом заузео 27. место у квалификацијама (у конкуренцији 34 такмичара). Годину дана касније по први пут је наступио и на светским првенствима у великим базенима, у корејском Квангџуу је заузео 25. место у квалификацијама трке на 400 мешовито.